# 龍學泰
龍學泰（？—？），江西省吉安府永新縣人，清朝政治人物、進士出身。
光緒二十四年（1898年），参加光緒戊戌科殿試，登進士二甲75名。同年五月，授內閣中書。